# Sheepherders Junction
Sheepherders Junction est une communauté située dans le comté de Colchester en Nouvelle-Écosse au Canada. Elle est située le long de la route 289 dans la vallée de la Stewiacke.

## Annexe